# Astronomy Picture of the Day

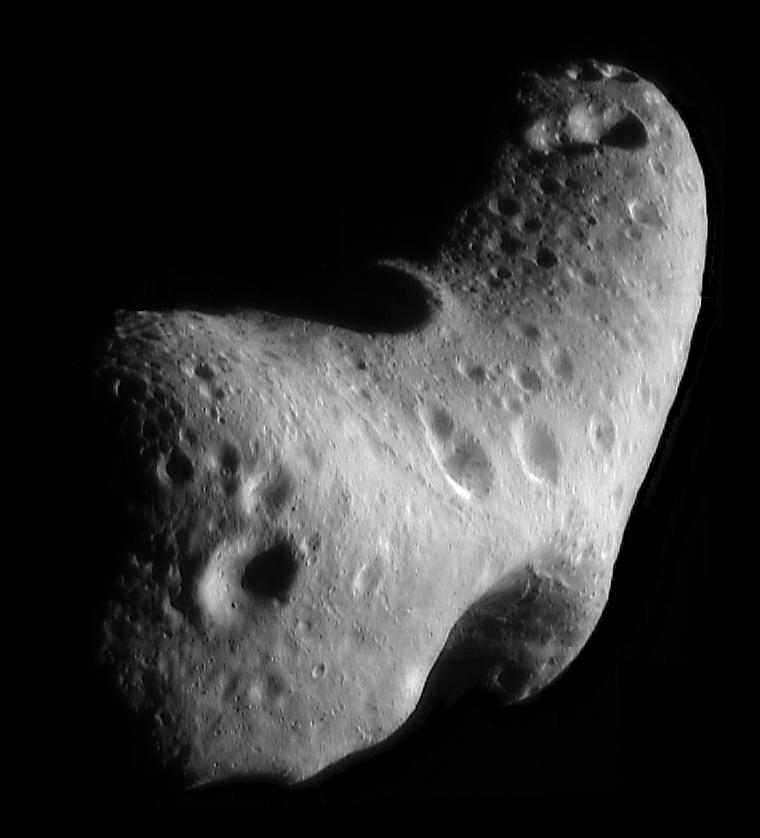
NEARシューメーカーが撮影した433 Eros。2009年6月7日のAPODに選ばれた。

Astronomy Picture of the Day (APOD) とは、NASAとミシガン工科大学(MTU)が運営するウェブサイトで、「毎日違う我々の宇宙の写真がプロフェッショナルの天文学者による簡潔な説明とともに登場する」としている。
写真は必ずしも写っている天体のイベントが正確な日に掲載されるとは限らないうえ、時々再掲載されることがある。しかし、写真と説明は度々天文学や宇宙開発における現在進行のイベントと関連している。テキストにはいくつかのハイパーリンクがあり、関連写真をさらに見たり、詳細な情報が載っているウェブサイトにアクセスできる。掲載される画像には写真、他の波長やフォールス・カラーが施されている画像、ビデオ映像、アニメーション、アーティストによる想像図といった種類がある。過去の画像は、サイトが開始された1995年6月16日からの画像を含めてAPODアーカイブに保存されている。
このイニシアチブはNASA、アメリカ国立科学財団、MTUによる支援で実行されている。画像は時々NASAの外部による人物や組織による提供があり、そのようなAPOD画像は多くのそのほかNASAのギャラリーとは異なり、たびたび著作権が有効になっている。
APODのスタート初日のページビューは14だったが、2012年時点でのページビューは推定でも10億を越えている。また毎日21言語に翻訳されている。
1996年に行われたアメリカ天文学会の会議にてAPODが披露され、ハイパーテキストを使用しての実践は2000年の論文で分析され、2001年にサイエンティフィック・アメリカンのSci/Tech Web Awardを受賞した。2002年には、CNNのサンデーモーニングニュースでネミロフへのインタービューと共にウェブサイトが取り上げられた。2003年には、2人の作者による「The Universe: 365 Days」というAPODの最も良い画像のコレクションがエイブラムス・ブックスよりハードカバーのコーヒーテーブルスタイルとして出版された。2004年11月のD-Lib Magazineでも、APODのコレクションが掲載された。